# Fort de Liouville
Le fort de Liouville, appelé brièvement fort Stengel, est situé sur la commune de Apremont-la-Forêt, à Liouville, dans le département de la Meuse. Il fait partie du système de fortifications Séré de Rivières mis en place à partir de 1875, au sein du rideau défensif des Hauts de Meuse entre Verdun et Toul.

## Histoire
L'édifice est construit entre 1876 et 1878, et est renforcé à plusieurs reprises (construction de la tourelle Mougin en 1881, creusement des magasins à poudre cavernes en 1890, puis installation de cuirassements supplémentaires ainsi que création des coffres de contrescarpe entre 1904 et 1910).
Par le décret du 21 janvier 1887, le ministre de la Guerre Georges Boulanger renomme tous les forts, batteries et casernes avec les noms d'anciens chefs militaires. Pour le fort de Liouville, son « nom Boulanger » est en référence au général de la Révolution Henri Christian Michel Stengel. Le nouveau nom est gravé au fronton de l'entrée. Dès le 13 octobre 1887, le successeur de Boulanger au ministère, Théophile Ferron, abroge le décret. Le fort reprend officiellement son nom précédent, tout en gardant le nom Boulanger à son fronton.
À partir du 23 septembre 1914, les troupes allemandes bombardent le fort avec des obus de gros calibre (21 et 30,5 cm). Une des deux tourelles, équipée d'un canon de 155 mm, est endommagée le 27. L'arrivée du 8e corps permet au gouverneur du fort de donner l'ordre d'évacuer le 30 septembre. Mis hors d'usage après huit jours de bombardements, le fort ne servira plus que de poste d'observation jusqu'en 1918 où la tourelle restée intacte apportera son soutien aux troupes américaines lors de la reprise du saillant de Saint-Mihiel.
La mise en valeur des vestiges du fort a été entreprise par l'« Association pour la Sauvegarde du Fort de Liouville » en 1988 sous l'impulsion de Jackie Bruneteau président fondateur. Surnommé le Poilu de Liouville car il n'était pas rare de le croiser habillé en tenue de piou-piou ou en bleu horizon. Il s'identifiait aux soldats de la Grande Guerre et voulait vivre comme eux, il s'installe au fort en 1988 et pendant quatre ans sans eau ni électricité il va entreprendre divers travaux de dégagement afin de faire découvrir l'histoire des lieux au plus grand nombre. Il décédera le 26 avril 1992 lors des cérémonies annuelles de la crête des Éparges. 

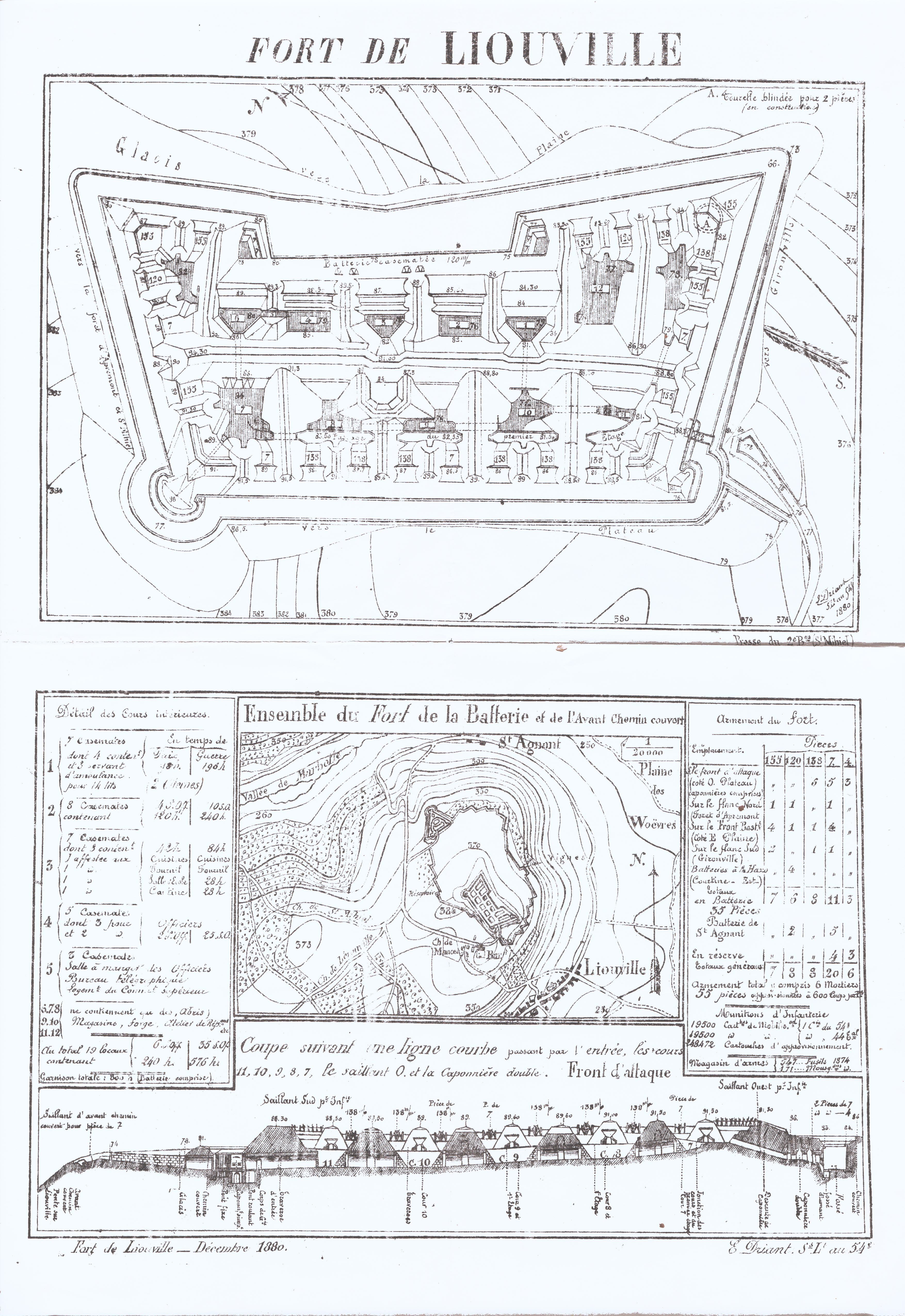
Plan du fort de Liouville par le sous-lieutenant Emile Driant, décembre 1880.

Le fort de Liouville est le théâtre du premier roman d'Émile Driant, alias le capitaine Danrit : La Guerre de Forteresse (première partie de La Guerre de Demain), publiée en 1892. Émile Driant y avait séjourné en 1880 pour une mission de relevés topographiques, alors qu'il était jeune sous-lieutenant au 54e régiment d'infanterie, et en avait dessiné les plans.